# How the West Was Won (album de Led Zeppelin)
Pour les articles homonymes, voir How the West Was Won.
Albums de Led Zeppelin
BBC Sessions
(1997) Mothership
(2007)
How the West Was Won est le troisième album live officiel de Led Zeppelin, après The Song Remains the Same sorti en 1976 et les BBC Sessions sorties en 1997. Sorti en 2003, ce triple album rassemble deux concerts ; le premier fut enregistré au Los Angeles Forum le 25 juin 1972 et le second provient du concert donné au Long Beach Arena, deux jours plus tard. Ces concerts clôturent la huitième tournée américaine de Led Zeppelin.

## Titres
Les titres marqués d'un * proviennent du concert au Long Beach Arena ; ceux marqués d'un †, du LA Forum.

### Disque 1
1. * LA Drone (John Paul Jones, Jimmy Page) – 0:14
2. * Immigrant Song (Page, Robert Plant) – 3:42
3. * Heartbreaker (John Bonham, Jones, Page, Plant) – 7:25
4. † Black Dog (Jones, Page, Plant) – 5:41
5. † Over the Hills and Far Away (Page, Plant) – 5:08
6. * Since I've Been Loving You (Jones, Page, Plant) – 8:02
7. * Stairway to Heaven (Page, Plant) – 9:38
8. * Going to California (Page, Plant) – 5:37
9. † That's the Way (Page, Plant) – 5:54
10. * Bron-Y-Aur Stomp (Jones, Page, Plant) – 4:55

### Disque 2
1. † Dazed and Confused (Jake Holmes, Page) – 25:25
2. * What Is and What Should Never Be (Page, Plant) – 4:41
3. * Dancing Days (Page, Plant) – 3:42
4. † Moby Dick (Bonham, Jones, Page) – 19:20

### Disque 3
1. † Whole Lotta Love Medley (Willie Dixon (arrg. Led Zeppelin) – 23:08
2. * Rock and Roll (Bonham, Jones, Page, Plant) – 3:56
3. † The Ocean (Bonham, Jones, Page, Plant) – 4:21
4. † Bring It On Home (Willie Dixon (arrg Led Zeppelin)) – 9:30

## Musiciens
- Robert Plant : chant, harmonica
- Jimmy Page : guitares acoustique et électrique, thérémine sur Whole Lotta Love
- John Paul Jones : basse, contrebasse, mandoline, claviers, pédalier basse, chœurs
- John Bonham : batterie, percussions, chant sur Bron-Yr-Aur Stomp

## Charts et certifications
| Pays             | Durée du classement | Meilleur classement |
| ---------------- | ------------------- | ------------------- |
| Allemagne        | 20 semaines         | 11e                 |
| Australie        | 4 semaines          | 10e                 |
| Autriche         | 6 semaines          | 17e                 |
| Belgique (W)     | 10 semaines         | 2e                  |
| Belgique (V)     | 8 semaines          | 9e                  |
| Canada           | 3 semaines          | 1er                 |
| Danemark         | 3 semaines          | 25e                 |
| Espagne          | 2 semaines          | 55e                 |
| États-Unis       | 17 semaines         | 1er                 |
| Finlande         | 4 semaines          | 23e                 |
| France           | 15 semaines         | 11e                 |
| Italie           | 19 semaines         | 7e                  |
| Norvège          | 4 semaines          | 10e                 |
| Nouvelle-Zélande | 6 semaines          | 13e                 |
| Pays-Bas         | 13 semaines         | 47e                 |
| Portugal         | 4 semaines          | 9e                  |
| Royaume-Uni      | 11 semaines         | 5e                  |
| Suède            | 6 semaines          | 16e                 |
| Suisse           | 12 semaines         | 20e                 |

| Pays        | Certification | Ventes      | Date       |
| ----------- | ------------- | ----------- | ---------- |
| Canada      | Platine       | 100 000 +   | 02/02/2004 |
| États-Unis  | Platine       | 1 000 000 + | 30/06/2003 |
| Royaume-Uni | Or            | 100 000 +   | 13/06/2003 |